# Campomanesia schlechtendaliana
Campomanesia schlechtendaliana är en myrtenväxtart som först beskrevs av Otto Karl Berg, och fick sitt nu gällande namn av Franz Josef Niedenzu. Campomanesia schlechtendaliana ingår i släktet Campomanesia och familjen myrtenväxter.

## Underarter
Arten delas in i följande underarter:
- C. s. rugosa
- C. s. schlechtendaliana